# Oberaarsee
Der Oberaarsee ist der höchstgelegene Stausee im Quellgebiet der Aare im Schweizer Kanton Bern.

## Lage
Der Oberaarsee liegt im Gebiet der Gemeinde Guttannen unterhalb des Oberaargletschers, dem Hauptzufluss des Sees. Dem Oberaarsee folgen die Aare-Stauseen Grimselsee und  Räterichsbodensee, zwei weitere von mehreren Stauseen, die die Wasserkraftwerke der Kraftwerke Oberhasli AG speisen.
Der See ist rund 2,8 km lang und 500 m breit und hat ein Stauvolumen von 65 Mio. m³. Nach der Staumauer verlässt der Oberaarbach den See und mündet wenig später in den Grimselsee.

## Geschichte
Der Bau der Staumauer dauerte bis zum Jahr 1953.

## Erreichbarkeit
Mit Fahrzeugen ist der See vom Grimselpass aus auf einer Einbahnstrasse erreichbar (Wechsel der Fahrtrichtung jede halbe Stunde). Dazu fährt das ganze Jahr eine kraftwerkeigene Luftseilbahn bis zur Staumauer.

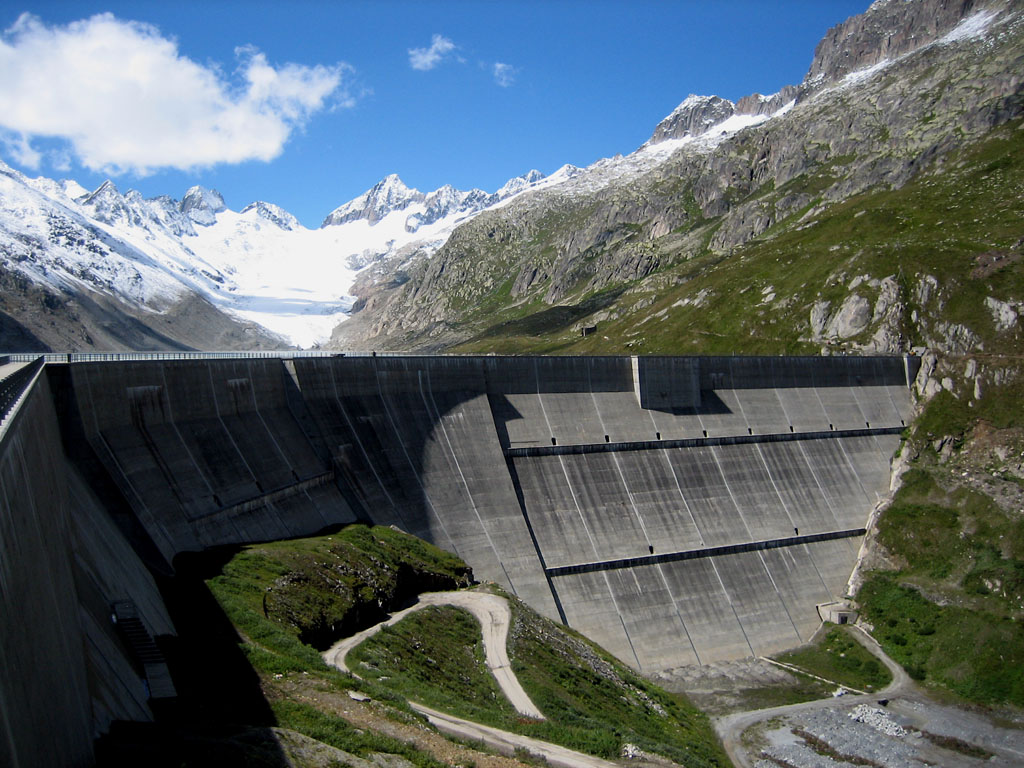
Staumauer Oberaar
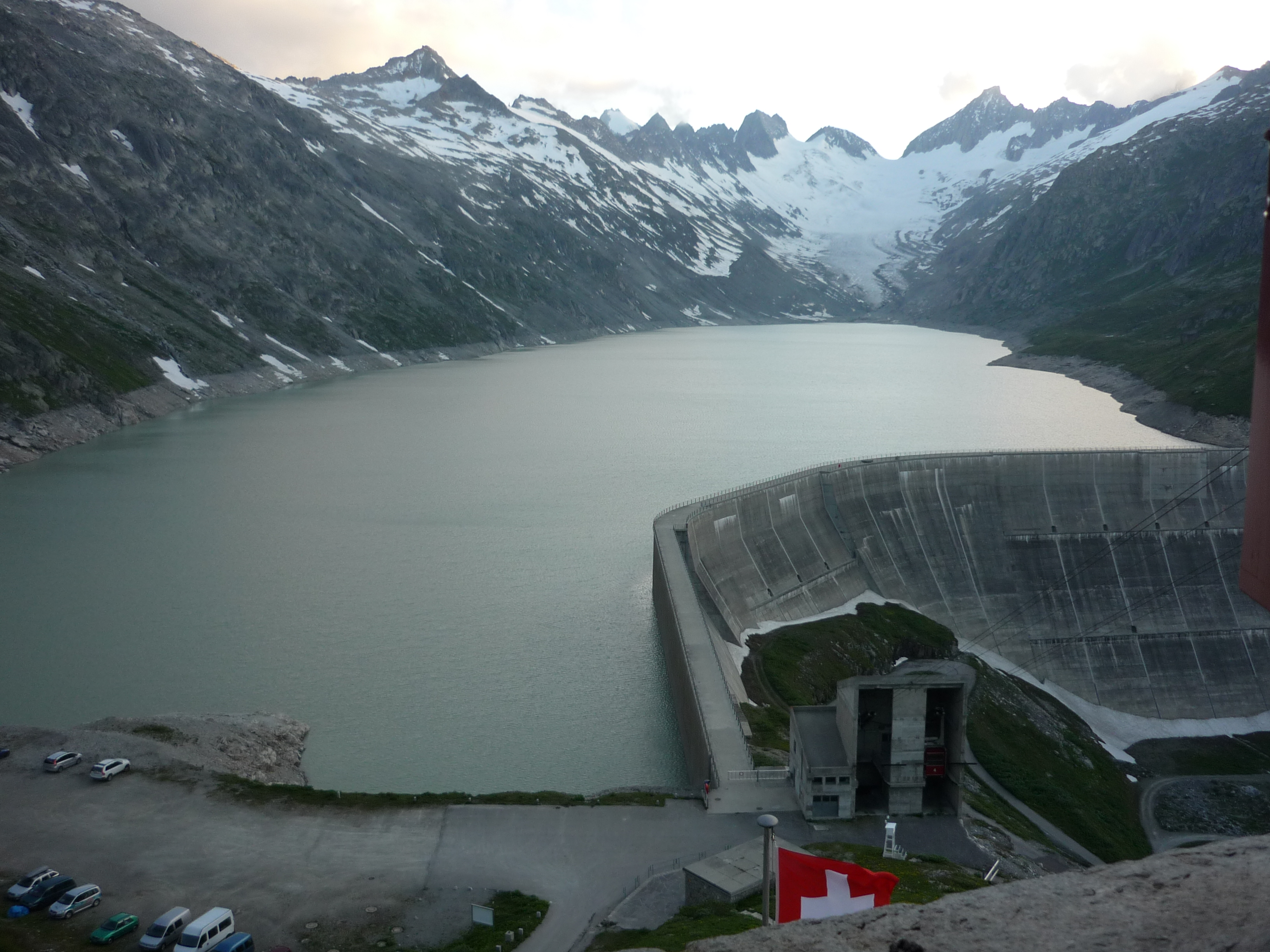
Der Oberaarsee vom Hotel «Oberaar» gesehen